# Diablo (California)
Diablo è un census-designated place degli Stati Uniti d'America, nello stato della California, nella Contea di Contra Costa. Nel 2010 contava 1.158 abitanti.
Il nome Diablo vuol dire in spagnolo demonio.